# Søren Gyldendal-prisen
Søren Gyldendal-prisen er en dansk litteraturpris, der har været uddelt hvert år af Søren Gyldendal Fonden siden 1958. Prisen er opkaldt efter grundlæggeren af Gyldendal, Søren Gyldendal og uddeles årligt på hans fødselsdag 12. april.
Prisen gives fortrinsvist til forfattere, der står "midt i en stærk og særpræget skabergerning", som det hedder i prisens fundats. Der skiftes fra år til år mellem skønlitterære og faglitterære forfattere. Oprindeligt var prisen på 10.000 kr. men den steg i 1991 til 100.000 kr. I 2001 steg prisen atter, til 150.000 kr. og siden 2009 har prisen været på 200.000 kr. Fra 2020 uddeles fire priser på 125.000 hver. 

## Modtagere
- 1958 Willy-August Linnemann
- 1959 K.E. Løgstrup og Sven Møller Kristensen
- 1960 Thorkild Bjørnvig
- 1961 Jørgen Hæstrup
- 1962 Frank Jæger
- 1963 Thorkild Hansen og Palle Lauring
- 1964 Ole Sarvig
- 1965 Villy Sørensen
- 1966 P.V. Glob
- 1967 Hans Lyngby Jepsen
- 1968 Torben Brostrøm
- 1969 Klaus Rifbjerg
- 1970 Tage Kaarsted
- 1971 Tove Ditlevsen
- 1972 Johan Fjord Jensen
- 1973 Poul Ørum
- 1974 Elsa Gress
- 1975 Leif Panduro
- 1976 Jørgen Knudsen
- 1977 Erik Aalbæk Jensen
- 1978 Paul Hammerich
- 1979 Tage Skou-Hansen
- 1980 Hakon Lund
- 1981 Anders Bodelsen
- 1982 Svend Cedergreen Bech og Erik Kjersgaard
- 1983 Inger Christensen
- 1984 Thomas Bredsdorff
- 1985 Svend Åge Madsen
- 1986 Hans Edvard Nørregård-Nielsen
- 1987 Cecil Bødker, Henrik Nordbrandt og Kirsten Thorup
- 1988 Else Roesdahl
- 1989 Klaus Høeck
- 1990 Søren Mørch
- 1991 Vita Andersen
- 1992 Jørgen Jensen
- 1993 Ib Michael
- 1994 Hanne Engberg
- 1995 Dorrit Willumsen
- 1996 Hans Hertel
- 1997 Bjarne Reuter
- 1998 Niels Birger Wamberg
- 1999 Suzanne Brøgger
- 2000 Frans Lasson
- 2001 Bent Vinn Nielsen
- 2002 Bo Lidegaard
- 2003 Hanne-Vibeke Holst
- 2004 Keld Zeruneith
- 2005 Pia Tafdrup
- 2006 Jens Andersen
- 2007 Jens Christian Grøndahl
- 2008 Peter Øvig Knudsen
- 2009 Ida Jessen
- 2010 Tom Buk-Swienty
- 2011 Naja Marie Aidt
- 2012 Carsten Jensen
- 2013 Jens Smærup Sørensen
- 2014 Lone Frank
- 2015 Søren Ulrik Thomsen
- 2016 Morten Møller
- 2017 Kirsten Hammann
- 2018 Anne-Marie Mai
- 2019 Kim Leine
- 2020 Per Fibæk (uddannelsesprisen)
- 2020 Anne Sofie Hammer (børnebogsprisen)
- 2020 Svend Brinkmann (nonfiktionsprisen)
- 2020 Ursula Andkjær Olsen (skønlitteraturprisen)
- 2021 Marcel Lysgaard Lech (uddannelsesprisen)
- 2021 Adam O. (Fridal Illemann) (børnebogsprisen)
- 2021 Bente Klarlund Pedersen (nonfiktionsprisen)
- 2021 Anne Lise Marstrand-Jørgensen (skønlitteraturprisen)